# 景綸
景綸（1774年—？），字春樵，高佳氏，满洲镶黄旗人。清朝官员，进士出身。

## 生平
嘉庆九年（1804）甲子科舉人，嘉慶十四年（1809年）己巳恩科进士。任河南杞县、密县知县，升信阳知州。任密县知县时，与同科进士謝增共修《密县志》十六卷（嘉庆二十二年( 1817 )刊本），并在当地名宦祠留有诗作传世。嘉庆二十一年丙子（1816）科河南乡试同考官。

## 家族
- 曾祖高誠，官湖北按察使、长芦盐政。其胞弟文华殿大学士高晋；胞妹高佳氏，系正蓝旗汉军、道光庚戌（1850）进士胡氏吉惠 (道光进士)的高祖母。
- 祖廷麟，乾隆癸酉举人，盐运使。祖母徐氏。
- 父良禧，上谕处行走。嫡母王氏（父鑲紅旗漢軍、乾隆丁卯科舉人、河東河道總督王秉韜，祖父鑲黃旗漢軍副都統王士儀），继母瓜爾佳氏（父尚德，祖父舒通阿）。
- 叔父良瑞，笔帖式；良惠，笔帖式；
- 堂妹高佳氏，宗室伯显嫡妻、[2]奉恩镇国公奕缮继妻；
- 堂叔素納，直隶布政使；
- 弟世綸，道光壬辰进士，广西知县、慶遠府同知。
- 子文玉，道光丁未进士，官广州府知府；与家族姻亲、正蓝旗汉军胡氏增祿进士同榜。
- 孙延福。[3]